# Nomenclatura delle unità territoriali per le statistiche dell'Ungheria

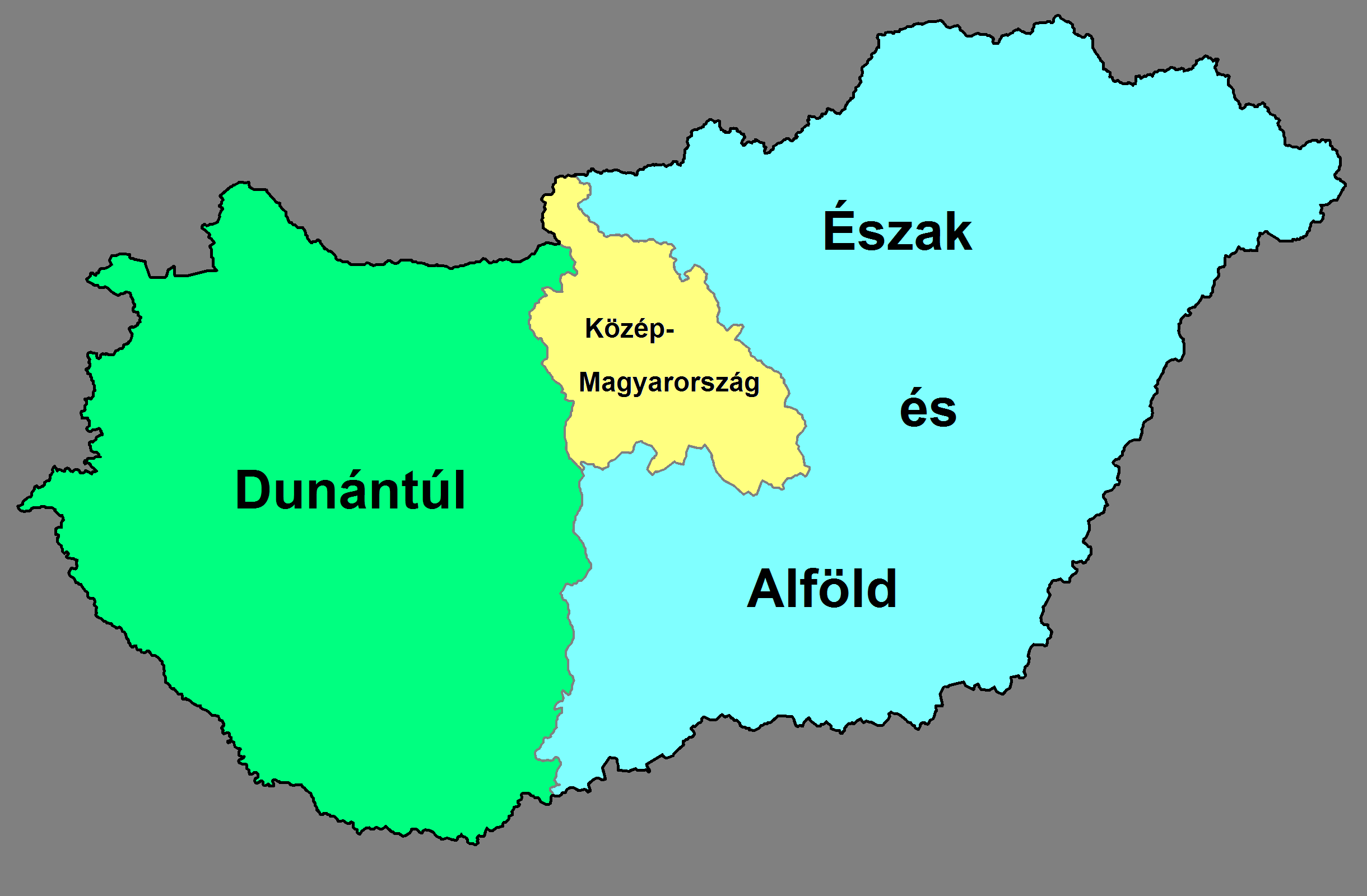
Suddivisione NUTS 1 dell'Ungheria

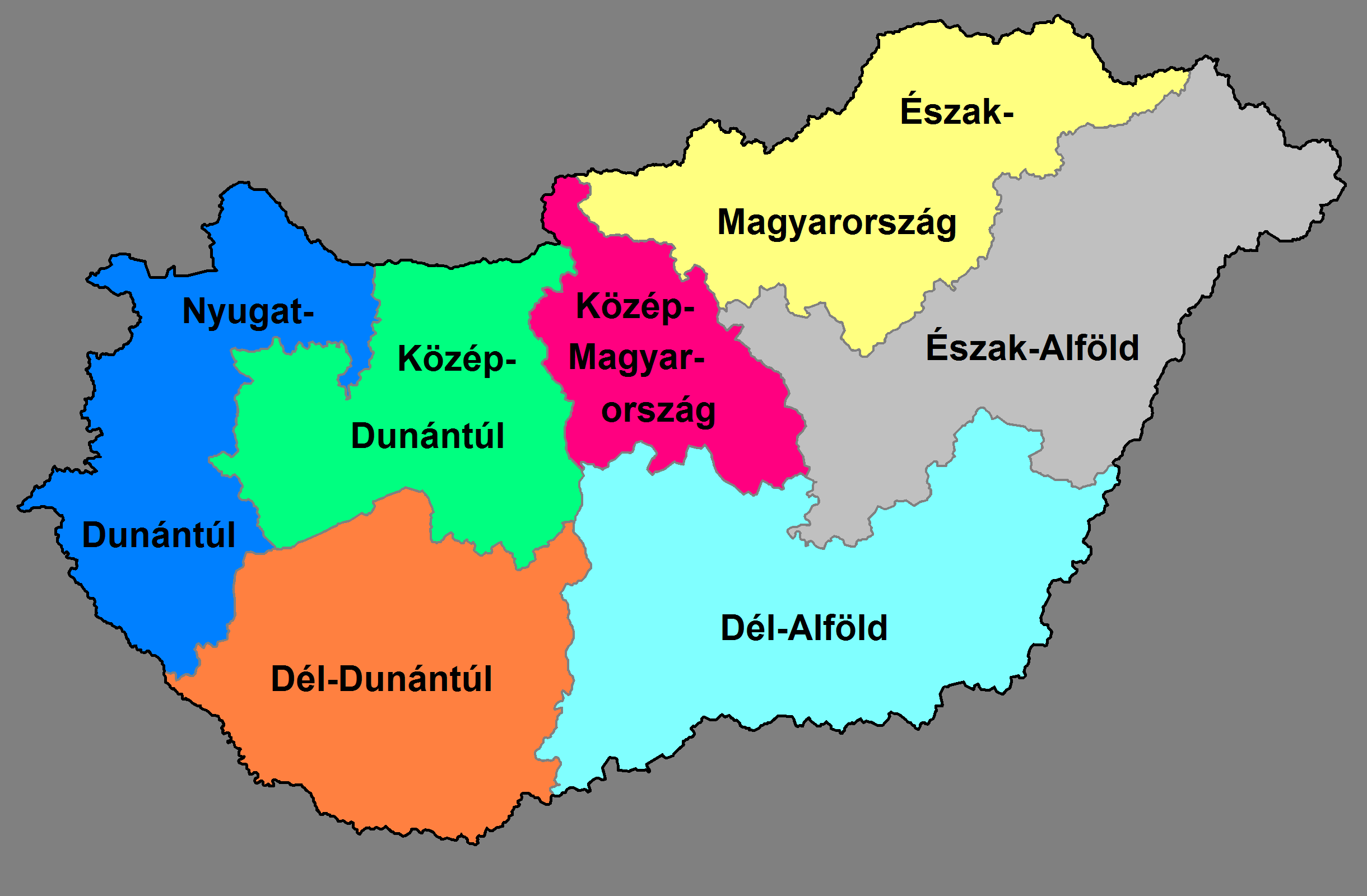
Suddivisione NUTS 2 dell'Ungheria

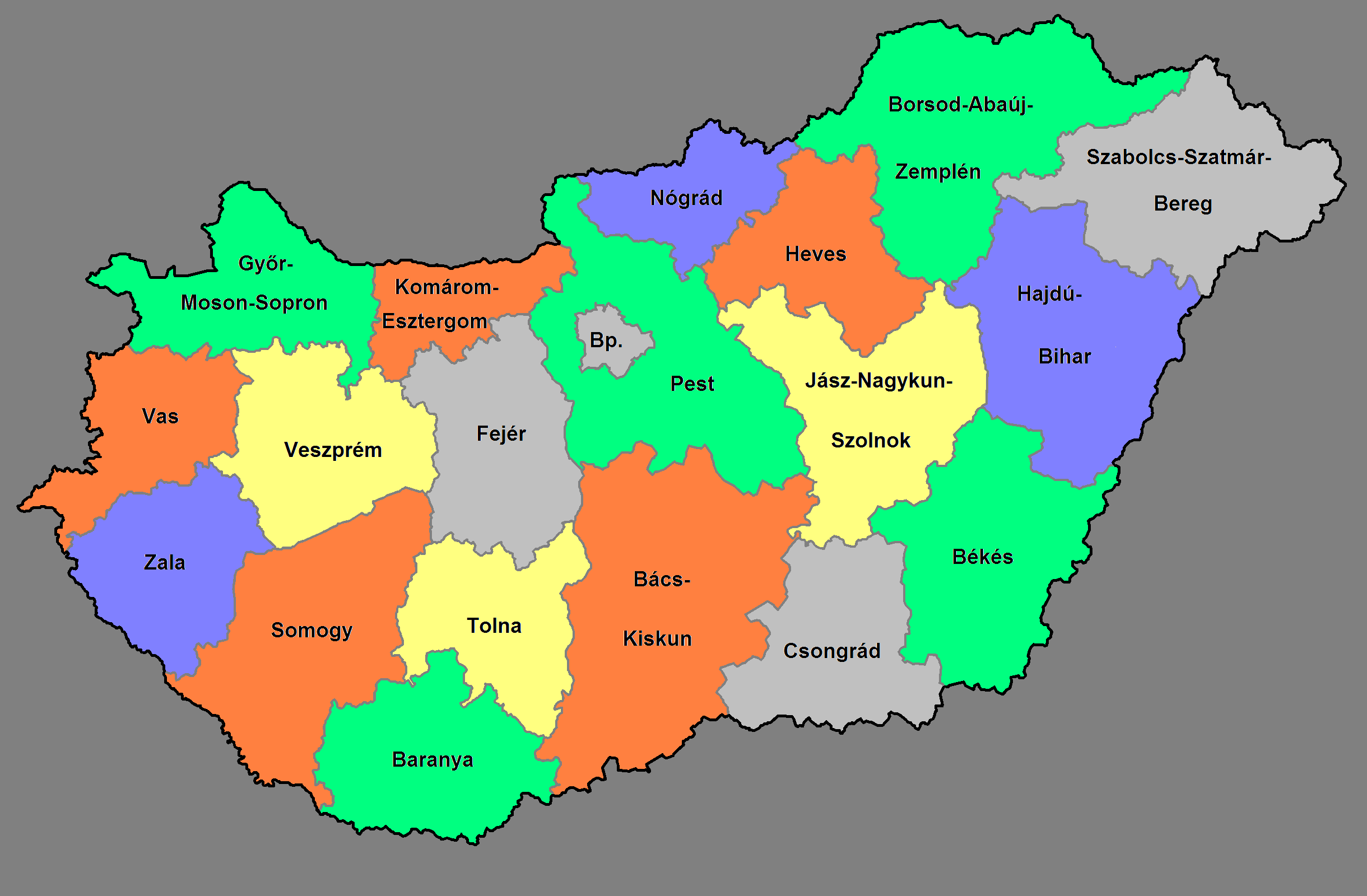
Suddivisione NUTS 3 dell'Ungheria

La nomenclatura delle unità territoriali statistiche dell'Ungheria (NUTS:HU) è usata per fini statistici a livello dell'Unione europea (Eurostat). 
- il livello NUTS:1 l'Ungheria è divisa in tre parti detti gruppi di regioni.
- il livello NUTS:2 consiste di sette regioni.
- il livello NUTS:3 la suddivisione coincide con quella delle singole contee (19) più la capitale Budapest.

A partire dal 1º gennaio 2007 si aggiungono:
- il livello LAU 1 (conosciuto formalmente come livello NUTS:4) consistente di 168 subregioni, dal 2013 sostituite dai distretti;
- il livello LAU 2 (conosciuto formalmente come livello NUTS:5) composto di 3152 comuni.

| NUTS 1                                  | NUTS 1 | NUTS 2                                       | NUTS 2 | NUTS 3                 | NUTS 3 |
| Gruppi di regioni                       | Codice | Regioni                                      | Codice | Contee                 | Codice |
| --------------------------------------- | ------ | -------------------------------------------- | ------ | ---------------------- | ------ |
| Ungheria Centrale (Közép-Magyarország)  | HU1    | Budapest                                     | HU11   | Budapest               | HU110  |
| Ungheria Centrale (Közép-Magyarország)  | HU1    | Pest                                         | HU12   | Pest                   | HU120  |
| Transdanubio (Dunántúl)                 | HU2    | Transdanubio Centrale (Közép-Dunántúl)       | HU21   | Fejér                  | HU211  |
| Transdanubio (Dunántúl)                 | HU2    | Transdanubio Centrale (Közép-Dunántúl)       | HU21   | Komárom-Esztergom      | HU212  |
| Transdanubio (Dunántúl)                 | HU2    | Transdanubio Centrale (Közép-Dunántúl)       | HU21   | Veszprém               | HU213  |
| Transdanubio (Dunántúl)                 | HU2    | Transdanubio Occidentale (Nyugat-Dunántúl)   | HU22   | Győr-Moson-Sopron      | HU221  |
| Transdanubio (Dunántúl)                 | HU2    | Transdanubio Occidentale (Nyugat-Dunántúl)   | HU22   | Vas                    | HU222  |
| Transdanubio (Dunántúl)                 | HU2    | Transdanubio Occidentale (Nyugat-Dunántúl)   | HU22   | Zala                   | HU223  |
| Transdanubio (Dunántúl)                 | HU2    | Transdanubio Meridionale (Dél-Dunántúl)      | HU23   | Baranya                | HU231  |
| Transdanubio (Dunántúl)                 | HU2    | Transdanubio Meridionale (Dél-Dunántúl)      | HU23   | Somogy                 | HU232  |
| Transdanubio (Dunántúl)                 | HU2    | Transdanubio Meridionale (Dél-Dunántúl)      | HU23   | Tolna                  | HU233  |
| Grande Pianura e Nord (Alföld és Észak) | HU3    | Ungheria Settentrionale (Észak-Magyarország) | HU31   | Borsod-Abaúj-Zemplén   | HU311  |
| Grande Pianura e Nord (Alföld és Észak) | HU3    | Ungheria Settentrionale (Észak-Magyarország) | HU31   | Heves                  | HU312  |
| Grande Pianura e Nord (Alföld és Észak) | HU3    | Ungheria Settentrionale (Észak-Magyarország) | HU31   | Nógrád                 | HU313  |
| Grande Pianura e Nord (Alföld és Észak) | HU3    | Grande Pianura Settentrionale (Észak-Alföld) | HU32   | Hajdú-Bihar            | HU321  |
| Grande Pianura e Nord (Alföld és Észak) | HU3    | Grande Pianura Settentrionale (Észak-Alföld) | HU32   | Jász-Nagykun-Szolnok   | HU322  |
| Grande Pianura e Nord (Alföld és Észak) | HU3    | Grande Pianura Settentrionale (Észak-Alföld) | HU32   | Szabolcs-Szatmár-Bereg | HU323  |
| Grande Pianura e Nord (Alföld és Észak) | HU3    | Grande Pianura Meridionale (Dél-Alföld)      | HU33   | Bács-Kiskun            | HU331  |
| Grande Pianura e Nord (Alföld és Észak) | HU3    | Grande Pianura Meridionale (Dél-Alföld)      | HU33   | Békés                  | HU332  |
| Grande Pianura e Nord (Alföld és Észak) | HU3    | Grande Pianura Meridionale (Dél-Alföld)      | HU33   | Csongrád-Csanád        | HU333  |